# Eva Ponto
Eva Ponto, verehelichte Doering, (* 2. März 1918 in Dresden; † 24. April 2025 in Wesseling-Urfeld) war eine deutsche Filmeditorin, die an mehreren Märchenfilm-Produktionen bei Schongerfilm mitwirkte.

## Wirken
Eva Ponto stammte aus der Familie Ponto und war die Tochter des Theater- und Filmschauspielers Erich Ponto aus dessen Ehe mit Tony Kresse. Ihr jüngerer Bruder war der Schauspieler Klaus Ponto. Der von der RAF ermordete Bankier Jürgen Ponto war ihr Cousin.
Eva Ponto sammelte noch vor dem Zweiten Weltkrieg erste Berufserfahrungen im Filmgeschäft als Kleberin von Filmrollen und Regieassistentin bei Werbefilmen. Nach dem Zweiten Weltkrieg arbeitete sie für die bayerische Filmfirma Schongerfilm als Filmeditorin. Diese Funktion übte sie 1953 bei drei Märchenfilmen aus: Francesco Stefanis Zwerg Nase, Brüderchen und Schwesterchen und Die goldene Gans, letztere beiden unter Regie von Walter Oehmichen und Hubert Schonger.
Nach ihrer Heirat mit dem Fernsehregisseur Claus Doering im Jahr 1954 zog sich Eva Ponto aus dem Berufsleben zurück. Die Ehe hielt bis zu Doerings Tod 2018 mit 95 Jahren. Das Ehepaar hatte zwei Kinder und lebte im Wesselinger Ortsteil Urfeld. Eva Ponto starb im Alter von 107 Jahren.

## Filmografie (Auswahl)
- 1949: Der Wildschütz von Tirol
- 1950: Das Blümlein Wunderhold
- 1953: Zwerg Nase
- 1953: Brüderchen und Schwesterchen
- 1953: Die goldene Gans